# Esvatini
Kraljevina Esvatini (svazijsko Umbuso weSwatini, do leta 2018 Kraljevina Svazi) je majhna celinska država v južni Afriki, ki na zahodu, severu in jugu meji na Južnoafriško republiko, na vzhodu pa na Mozambik.

## Zgodovina
Bantujsko pleme Swazi se je naselilo na tem območju v začetku 19. stoletja, kjer je pod kraljem Sobhuzo I. (1815–1839) ustanovilo svojo državo. Po priseljevanju Burov na to ozemlje v drugi polovici 19. stoletja je prišla pod oblast Velike Britanije, čeprav ji je z britansko-transvaalskima sporazumoma iz let 1881 in 1884 priznana neodvisnost. Po Burski vojni 1899–1902 preide pod neposredno britansko upravo, leta 1906 pa postane protektorat. Boj za popolno neodvisnost se prične s prihodom kralja Sobhuze II. na oblast leta 1921. Po Londonski konferenci februarja 1968 Esvatini razglasi neodvisnost 6. septembra 1968. 

## Upravna delitev
Esvatini se upravno deli na štiri okraje (angleško district):
1. Hhohho
2. Lubombo
3. Manzini
4. Shishelweni